# Теджен (місто)
Теджен — місто в Ахалському велаяті Туркменістану.
Населення — 77,0 тис. мешканців (2009).

## Географія
Місто розташоване в Тедженській оазі, на лівому березі річки Теджен, за 195 км на північний захід від Ашгабата (217 км по дорозі).
Залізнична станція.

## Населення
| рік                       | 1976 | 1991 | 2009 |
| населення, тис. мешканців | 30,6 | 42,2 | 77   |

## Економіка
Бавовноочисний завод, комбінат будматеріалів.

## Персоналії
- Мосейчук Наталія — українська телеведуча, журналістка.